# Топонимия ЮАР
Топонимия Южно-Африканской Республики — совокупность географических названий, включающая наименования природных и культурных объектов на территории ЮАР. Структура и состав топонимии страны обусловлены её географическим положением, этническим составом населения и богатой историей.

## Название страны
Название страны происходит из расположения на самом юге Африканского континента. В 1910 году был образован Южно-Африканский Союз, куда вошли британские Капская колония, колонии Натал, Оранжевой реки и Трансвааль. Союз стал доминионом Британской империи. В 1961 году Южно-Африканский Союз стал независимой Южно-Африканской Республикой (англ. Republic of South Africa, африк. Republiek van Suid-Afrika). С 1994 года название страны употребляется на 11 официальных языках.
В качестве разговорного названия используется термин Мзанси, производное от существительного умзанси на языке коса, означающего «юг», в то время как некоторые панафриканистские политические партии предпочитают для именования страны термин «Азания». Это название во времена апартеида в ЮАР также предпочитали члены Африканского национального конгресса как альтернативу официальному.

## Формирование и состав топонимии
В топонимии ЮАР выделяются два чётко выраженных топонимических пласта — коренной, представленный топонимами на языках основных коренных народов страны, и европейский, в который входят бурская (фламандская) и английская подгруппы. Бурская подгруппа сформировалась хронологически раньше, поскольку первые поселения переселенцев из Голландии стали появляться ещё в XVII веке, и на основе голландского языка здесь развился их новый язык — африкаанс. В связи с этим фламандская топонимия охватывает не только ойконимию, но и гидронимию ЮАР. К числу бурских топонимов относятся гидронимы Оранжевая, Дорн, Грот-Влурн и др.; оронимы Витватерсранд, Дорнберге, Снеэвгеркек, Ватерберге; ойконимы Ван-Рейнсдорп, Лейдсдорп, Ондернете-Дорп, Бредасдорп, Крюгерсдорп, Клерксдорп, Претория (в честь лидера фортрекеров Андриеса Преториуса) и т. д. В память о Нидерландах появились такие названия как Утрехт и Лейденбург.
Типичная англоязычная топонимия представлена в стране достаточно широко. Примерами англоязычных гидронимов могут служить Олифанс, Грейт-Фиш, Зварт-Кей, Сикоу, Сандис; ойконимы — Ист-Лондон, Кейптаун, Гудвуд, Белвилл, Мансбери, Грейамстаун, Сен-Джонс, Куестаун, Уайт-Ривер, Джермистон, Спрингс, Бейтбридж, Бритстаун и т. д. Характерно также большое количество англоязычных топонимов с формантом -фонтейн («родник, артезианский колодец»): Блумфонтейн, Калкфонтейн, Ягерсфонтейн, Спрингфонтейн, Даггафонтейн, Компансфонтейн и др. Как отмечает В. А. Жучкевич, поскольку лексика африкаанс содержит как голландские, так и английские корни, нередко бывает сложно отличить английские топонимы от африкаанс. В англоязычной подгруппе имеются также коммеморативные топонимы, например Дурбан — в честь губернатора английских колоний в Южной Африке сэра Бенджамина Д’Урбана, Порт-Элизабет — в честь жены губернатора Капской колонии, умершей от лихорадки, Ричардс-Бей — в честь сэра Фредерика Ричардса, по приказу которого была обустроена временная гавань, и т. д.

## Топонимическая политика
Национальным органом, в компетенцию которого входит реализация топонимической политики, с 1998 года является Совет ЮАР по географическим названиям (англ. South African Geographical Names Council), расположенный в Претории, руководитель — Т.Кубхека.